# Шеремет Олександр Миколайович
Олександр Миколайович Шеремет (нар. 28 серпня 1949) — радянський і український художник-постановник, художник-декоратор. Член Національної спілки кінематографістів України.

## Життєпис
Народився 28 серпня 1949 р. в Києві в родині письменника М. С. Шеремета.
Закінчив Київський технікум легкої промисловості (1969, художник-модельєр).
Працює на кіностудії ім. О. Довженка.

## Фільмографія
Оформив фільми:
- «Випадкова адреса» (1972, асистент художника)
- «Мріяти і жити» (1974, художник-декоратор та епізод. роль)
- «Хвилі Чорного моря» (1975, художник-декоратор)
- «Місце спринтера вакантне» (1976)
- «Запрошення до танцю» (1977)
- «Перед екзаменом» (1977, т/ф, художник-декоратор)
- «Смужка нескошених диких квітів» (1979, художник-декоратор)
- «Зоряне відрядження» (у співавт.)
- «Яблуко на долоні» (1981)
- «Повернення Баттерфляй» (1982, у співавт.)
- «Раптовий викид» (1983)
- «Кожен мисливець бажає знати...» (1985)
- «Солом'яні дзвони» (1987, у співавт.)
- «Суд в Єршовці» (1987)
- «Передай далі...» (1988)
- «Відьма» (1990)
- «Миленький ти мій...» (1992)
- «Вперед, за скарбами гетьмана!» (1993, у співавт.)
- «Дорога на Січ» (1994)
- «Вальдшнепи» (1995)
- «Нескорений» (2000)
- «Золота лихоманка» (2002)
- «Попіл Фенікса» (2004)
- «Приблуда» (2007)
- «Річка» (2008, к/м)
- «Хай Бог розсудить їх...» (2009)
- «День переможених» (2009) та ін.